# Amrasca elongata
Amrasca elongata är en insektsart som beskrevs av Ahmed, Samad och Naheed 1981. Amrasca elongata ingår i släktet Amrasca och familjen dvärgstritar.
Artens utbredningsområde är Pakistan. Inga underarter finns listade i Catalogue of Life.